# Dorbignyolus mirecribratus
Dorbignyolus mirecribratus är en skalbaggsart som beskrevs av D'orbigny 1913. Dorbignyolus mirecribratus ingår i släktet Dorbignyolus och familjen bladhorningar. Inga underarter finns listade i Catalogue of Life.